# Alina Matuszak-Flejszman
Alina Matuszak-Flejszman (ur. 1972) – polska ekonomistka, profesor nauk społecznych.

## Życiorys
W 1996 r. ukończyła studia towaroznawcze w Akademii Ekonomicznej w Poznaniu, w 2000 r. obroniła pracę doktorską pt. Czynniki wpływające na efektywność wdrażania systemu zarządzania środowiskowego według normy ISO 14001 w polskich przedsiębiorstwach, której promotorem był prof. Jerzy Łańcucki, w 2010 r. habilitowała się na podstawie pracy zatytułowanej Determinanty doskonalenia systemu zarządzania środowiskowego zgodnego z wymaganiami normy ISO 14001. W 2020 r. uzyskała tytuł profesora nauk społecznych.
Została zatrudniona na Uniwersytecie Ekonomicznym w Poznaniu, oraz należy do Rady Dyscypliny Awansów Naukowych - Nauk o Zarządzaniu i Jakości UE w Poznaniu.
Była członkiem Komisji Nauk Towaroznawczych – Nauk o Jakości na Oddziale Polskiej Akademii Nauk w Poznaniu.